# Halżbejówka
Halżbejówka (ukr. Гальжбіївка, Halżbijiwka) – wieś na Podolu, w rejonie jampolskim obwodu winnickiego.

## Dom
- Dom z salonami, gabinetem z obrazami Juliusza Kossaka, Pruszkowskiego, innych, biblioteką. Obok domu park[3].